# Ballard megye
Ballard megye az Amerikai Egyesült Államokban, azon belül Kentucky államban található. Megyeszékhelye Wickliffe, legnagyobb városa La Center. Lakosainak száma 7728 fő (2020. április 1.). Ballard megye Alexander, Pulaski, McCracken, Carlisle és Mississippi megyékkel határos.

## Népesség
A megye népességének változása:
| Lakosok száma | 8259 | 8289 | 8328 | 8332 | 8212 | 7728 |
|               | 2010 | 2011 | 2012 | 2013 | 2015 | 2020 |